# ジャン・レー
ジャン・レー、もしくはレイ（Jean Ray、1887年7月8日 - 1964年9月17日）はベルギーの小説家である。本名はジャン・レーモン・ド・クルメール（Jean Raymon de Kremer）。別名にジョン・フランダース（John Flanders）などがある。主として戦間期に幻想小説、SF小説、探偵小説を書いた。フランドル人であるが執筆は基本的にフランス語で行なった（英語やフラマン語での作品も少しある）。代表的な作品としては、幻想小説の『マルペルチュイ』（Malpertuis）、科学探偵ものの「ハリー・ディクソン」シリーズ（Harry Dickson）、チョーサーに題材を求めた短編集『新カンタベリー物語』（Les derniers contes de Cantabury）などが挙げられる。フランダーズ名義ではアメリカの「ウィアード・テイルズ」誌へ寄稿したこともある。
彼の死後、優れた幻想小説に対して授与される「ジャン・レイ賞」が創設されている。

## 経歴
1887年にベルギーのヘントで生まれた。父親は船員で、ジャン・レーも15歳で船員となった。大学で勉強するため2年間ほどヘントに戻ったが、それ以外の時期は海で過ごし、複数の船に乗り組んだ。その中には密輸船も含まれる（フルマール号という船で、東南アジアを中心に猛獣などを密輸した）。第一次大戦後は、北アメリカ沿岸部・カリブ海を運航する船に乗り組んだがこれも密輸船だったという（禁酒法下のアメリカ合衆国に酒の密輸をした）。
陸に上がり、サーカスの猛獣使いなど職を転々とした後、ジャーナリストとなる。1925年に、異次元を扱ったラヴクラフト風の短編幻想SF『パウケンシュラーガー博士の奇怪な研究』（"Les étranges études du Docteur Paukenschlager"）を発表。これが認められ小説家としての活動を本格的に開始した。
1964年、「ジン中毒で」死亡した。

## 作風と作品
ジャン・レーが好んだ題材は隠秘学、異教神話、古代文明、SF的要素、ミステリーの要素であった。彼の本領は（他にも海洋冒険小説などを書いているものの）これらを盛り込んだ幻想小説にあった。レーは、関心のある同業者として1929年にフランスのジャック・ノディエ、モーリス・ルナール（Maurice Renard）、ベルギーのJ・H・ロニー、イギリスのハーバート・ジョージ・ウェルズ、アーサー・コナン・ドイル、M・P・シール（M. P. Shiel）を挙げている。また仏文学者榊原晃三によるとレーの作風は、チャールズ・ディケンズ、ジョゼフ・コンラッドの影響を強く受けているという。
1943年の『マルペルチュイ』は、古代文明テーマの作品で、隠秘学者の呪法によって近代のベルギーで延命し続けていた古代ギリシアの神々を描いた。
戦前に始まった長大な（100編を超える）シリーズ「ハリー・ディクソン」ものは、副題「アメリカのシャーロック・ホームズ」に示されるようにホームズ譚へのオマージュであり探偵小説であるが、マッド・サイエンティスト、古代文明の遺物、異教の呪術などの題材を扱い、多分にSF的でもあった。実は、本来ドイツ語で書かれていたシリーズなのだが、仏訳を請け負ったレーが独自の改変を行なったところ好評を得たためオリジナルを創作するようになったものである。1980年代には6編が日本語に翻訳され、3冊にまとめられ出版された（下記リスト参照）。
『新カンタベリー物語』（1944年）は、『カンタベリー物語』の宿を訪れた人物がチョーサーや牡猫ムルに出会い、居合わせた人々の奇妙で多彩な話を聞くという短編集である。

## 作品リスト
本節では、日本語訳された単行本のみ挙げた。
- 篠田知和基訳『マルペルチュイ』月刊ペン社、1979年
- 秋山和夫訳『幽霊の書』国書刊行会、1979年
- 秋山和夫訳『ゴルフ奇譚集』白水社、1985年
- 篠田知和基訳『新カンタベリー物語』東京創元社「創元推理文庫」、1986年
- 榊原晃三訳『死者のしかえし』金の星社、1986年（下記『ウイスキー奇譚集』から数編を児童向けに抄訳したもの）
- 岩波少年文庫版「名探偵ハリー・ディクソン」
  1. 榊原晃三訳『怪盗クモ団』1986年
  2. 榊原晃三訳『地下の怪寺院』1987年
  3. 榊原晃三訳『悪魔のベッド』1987年
- 榊原晃三訳『ウイスキー奇譚集』白水社、1989年
- 岩本和子ほか全4名訳『マルペルチュイ　怪奇幻想作品集』国書刊行会 2021年（ジョン・フランダース名義作品もある）